# Acroy
  Acroy   foi um Gentil homem do Ducado da Borgonha, que tinha por função acompanhar o soberano em certos actos públicos e seguia-o na guerra.